# Serpente (sommergibile)
Il Serpente è stato un sommergibile della Regia Marina.

## Storia
Inizialmente il suo nome avrebbe dovuto essere Nautilus, ma nel corso della costruzione (1931) si decise invece di battezzarlo Serpente.
Dopo l'entrata in servizio fu inquadrato nella VIII Squadriglia Sommergibili. Dal 1936 ebbe come base Taranto, nel 1938 fu trasferito a Lero, poi a Rodi e infine – nel 1939 – a Tobruk.
Dopo l'ingresso dell'Italia nel secondo conflitto mondiale fu spostato di nuovo a Taranto, e successivamente ad Augusta.
Il 19 settembre 1940 (al comando del tenente di vascello Antonio Dotta), alle 20.34, lanciò un siluro contro un sommergibile, ritenuto nemico, in navigazione al largo di Santa Maria di Leuca: l'unità attaccata era in realtà il sommergibile italiano Colonna, che riuscì fortunatamente ad evitare l'arma.
Il 1º ottobre 1940 fu sottoposto a caccia con bombe di profondità nei pressi di Creta e danneggiato, dovette rientrare alla base.
Il 20 dicembre (ancora al comando del capitano di corvetta Antonio Dotta), di prima mattina, lanciò due siluri, con un'azione in superficie da 2000 metri di distanza, contro un gruppo di tre incrociatori ed un cacciatorpediniere in navigazione nei pressi di Malta, immergendosi per sfuggire all'eventuale reazione e sentendo uno scoppio. Secondo alcune fonti tale rumore sarebbe stato segno di aver fatto centro, anche perché il cacciatorpediniere Hyperion rimase effettivamente danneggiato da un'esplosione subacquea in quella zona e in quel momento, tanto da dover essere abbandonato e finito da un altro caccia, il Janus; tuttavia l'Hyperion risulta danneggiato non dal Serpente, ma dall'urto contro una mina posata da cacciatorpediniere italiani.
Nel corso del 1941 fu impiegato nel bacino occidentale del Mediterraneo, specie nelle acque prospicienti le città di Algeri ed Orano.
Nell'agosto 1941 fu dislocato in agguato a sudovest delle coste sarde, assieme ad altri tre sommergibili, per contrastare l'operazione britannica «Style» (consistente nell'invio di un convoglio di rifornimenti per Malta), ma non avvistò navi nemiche.
Nel settembre 1941 (al comando del tenente di vascello Renato Ferrini), durante dell'operazione britannica «Halberd» (si trattava di una missione di rifornimento di Malta, ma i comandi italiani pensarono potesse trattarsi di un'azione di bombardamento navale contro le coste italiane) fu dislocato in agguato difensivo a levante delle Baleari in funzione difensiva (insieme ad altri tre sommergibili), ma, come detto, la formazione britannica non passò in quelle acque. Il sommergibile ricevette allora l'ordine di spostarsi più a sud ed infatti il 29 settembre avvistò una corazzata scortata da quattro cacciatorpediniere, lanciando due siluri contro uno di questi ultimi: fu avvertita una detonazione, dovuta tuttavia con ogni probabilità allo scoppio delle bombe di profondità lanciate dai caccia Legion e Lively.
In tutto svolse 29 missioni di guerra (oltre alle 105 addestrative), per complessive 11.731 miglia di navigazione in superficie e 2708 in immersione.
Il 4 maggio 1942 fu assegnato alla Scuola Sommergibili di Pola, per la quale svolse 105 missioni di addestramento.
All'armistizio lasciò Pola (al comando del capitano di corvetta Raffaele Allegri) trasferendosi ad Ancona da dove, verso le tre del pomeriggio del 12 settembre 1943, ripartì per Taranto rimorchiando il sommergibile tascabile CB 12.
Poco dopo, tuttavia, fu lasciato il cavo di rimorchio (il CB. 12 proseguì per conto proprio e raggiunse Taranto) e il sommergibile si autoaffondò; l'equipaggio, tratto in salvo da un peschereccio, fu sbarcato a Civitanova.